# Dayton (Kentucky)
Dayton è un comune degli Stati Uniti d'America, situato nello Stato del Kentucky, nella contea di Campbell.